# Lago delle meduse
Il Lago delle Meduse (palauano: Ongeim'l Tketau, "Quinto lago") è un lago marino situato sull'isola di Eil Malk a Palau. Eil Malk fa parte delle Rock Islands, un gruppo di piccole isole rocciose, per lo più disabitate, nella laguna meridionale di Palau, tra Koror e Peleliu. Ci sono circa 70 altri laghi marini situati in tutte le Rock Islands. Ogni giorno milioni di meduse dorate migrano orizzontalmente attraverso il lago.
Il Lago delle Meduse è collegato all'oceano attraverso fessure e tunnel nel calcare di un'antica scogliera del Miocene. Tuttavia, il lago è sufficientemente isolato e le condizioni sono abbastanza diverse che la diversità delle specie nel lago è notevolmente ridotta dalla vicina laguna. La medusa d'oro, Mastigias cf. papua etpisoni, e forse altre specie nel lago, si sono evolute in modo sostanzialmente diverso dai loro parenti stretti che vivono nelle lagune vicine.